# Stefano Bellone
Stefano Bellone (Milano, 23 aprile 1955) è un ex schermidore italiano, specializzato nella spada. Ha vinto una medaglia di bronzo nella scherma ai Giochi olimpici nel 1984 e una Coppa del Mondo nel 1979. Laureato in medicina, ora esercita la professione di anatomo-patologo.

## Palmarès
In carriera ha ottenuto i seguenti risultati:
 Giochi olimpici 
Individuale
A squadre
- Bronzo nella spada a Los Angeles 1984

 Mondiali 
Individuale
A squadre
- Argento nella spada a Barcellona 1985
- Bronzo nella spada a Vienna 1983
- Bronzo nella spada a Sofia 1986

 Universiadi 
Individuale
- Oro nella spada a Edmonton 1983

A squadre
- Oro nella spada a Edmonton 1983
- Argento nel fioretto a Città del Messico 1979
- Bronzo nel fioretto a Sofia 1977

 Coppa del Mondo 
Individuale
- nella classifica generale della spada 1978-79

A squadre
 Campionati italiani 
Individuale
- Oro nella spada nel 1974
- Oro nella spada nel Salerno 1978
- Oro nella spada nel Livorno 1979
- Oro nella spada nel 1984
- Oro nella spada nel 1985

A squadre